# Revólver automático
Mateba Autorevolver (Itália)
Um revólver automático, também conhecido como revólver semiautomático, é um revólver que usa a energia de recuo do disparo para armar o cão e girar o tambor, em vez de usar operações manuais para realizar essas ações. Apesar de ser erroneamente chamado de "automático", esses revólveres são na verdade semiautomáticos. A arma não continuará disparando continuamente; o atirador deve operar manualmente o gatilho para efetuar cada tiro.
Exemplos de revólveres semiautomáticos são extremamente incomuns.

## História
Um revólver automático foi comunicado a Moses Poole, um agente de patentes, em 1841. A identidade exata do inventor desta arma é desconhecida, mas com toda a probabilidade foi um francês chamado Philippe Mathieu, que patenteou, entre vários tipos diferentes de revólver, um projeto quase idêntico dois anos antes. Outro revólver automático foi comunicado ao agente de patentes britânico William Edward Newton pelos americanos Mershon e Hollingsworth em 1854. Ambas as armas usavam mecânica como o poder para alcançar a operação automática. Em 1863, um revólver movido a pistão a gás foi projetado por um armeiro espanhol chamado Orbea. O Webley–Fosbery Automatic Revolver foi projetado em 1895 e se tornou o primeiro revólver semiautomático comercial e mais conhecido.

## Descrição
Um revólver padrão é uma arma operada manualmente, usando a ação de armar o cão para girar o tambor em uma ação simples, ou a ação de puxar o gatilho para girar o tambor ou armar o cão em uma ação dupla. A ideia por trás de um revólver automático é automatizar ambas as ações, eliminando a necessidade de armar manualmente o cão entre os tiros, mantendo o gatilho mais leve da ação simples.
Isso é feito pelo uso de um slide recíproco na parte superior da estrutura, cujo movimento é usado para girar o tambor e armar o cão da mesma maneira que é usado na maioria dos projetos de pistolas semiautomáticas.

## Exemplos
- Noruega: Landstad (7,5mm 1882 Ordnance) - 1900
- Reino Unido: Webley–Fosbery Automatic Revolver (.455 Webley/.38 ACP)
- Estados Unidos: Union Automatic Revolver (.32 S&W)
- Espanha: Zulaica Automatic Revolver (.22 LR)
- Itália: Mateba Autorevolver (.357 Magnum/.44 Magnum/.454 Casull)